# 炎方站
炎方站是位于云南省沾益县炎方乡的一个铁路车站，邮政编码655039。车站建于1964年，有沪昆铁路和羊场铁路经过该站，现仅办理货运，不办理客运业务，车站及其上下行区间均已电气化。车站距离贵阳站422公里，隶属昆明铁路局曲靖车务段，是四等站。